# 罗县
罗县，中国古县名。
秦置。辖境大约位于今湖南省汨罗市和平江县、湘阴县部分。东汉析置于汉昌县。东汉末年，属汉昌郡。南朝宋时部分归入湘阴县，南梁时又分置玉山、岳阳、湘滨县。唐朝时，省入湘阴县。